# マルティン・シュルツ
マルティン・シュルツ（ドイツ語: Martin Schulz、1955年12月20日 - ）は、ドイツの政治家。ドイツ社会民主党所属。1994年から欧州議会議員。2012年1月から2017年1月まで、欧州議会議長。2017年3月から2018年2月まで、ドイツ社会民主党党首。2004年の欧州議会議員選挙以降2012年まで、欧州議会の政治会派である社会民主進歩同盟の代表を務めていた。

## 経歴
ドイツ西部ノルトライン＝ヴェストファーレン州・エシュヴァイラー出身。1962年から1966年まで小学校に通ったあと、ヴュアゼーレンにあるハイリヒ＝ガイスト＝ギムナジウム(Heilig-Geist-Gymnasium)で、9年間の学生生活を過ごしながら、将来はサッカー選手を目指すも、怪我で断念した。さらにAbiturにも失敗して、大学進学を断念したため、アルコール依存症に陥った時期もあった。
しかし、1974年～1975年ごろから立ち直って、その後の5年間は、ヨーロッパ各国の出版社や書店を渡り歩いて、書店経営を学んだ。1982年にヴュアゼーレンに自らの書店を開くと、1994年まで経営を続けた。

## 政界入り
1979年にドイツ社会民主党に入党し、社会主義青年団体ユーノスに参加。1984年にヴュアゼーレン市議会議員に当選し、1998年までにあわせて2回の当選を果たす。1987年、31歳（当時のノルトライン＝ヴェストファーレン州内の市長としては最年少）で市長に就任し、1998年まで務めた。
市長在任中、シュルツは温泉娯楽施設 Aquana の建設を手がけた。しかしこのシュルツが行った事業は、市の財政状況に与えた影響から長らく批判の対象となっている。
1994年の欧州議会議員選挙で当選し、活動の場を欧州議会に移した。2000年から2004年まで、欧州議会の会派である欧州社会党グループのドイツ議員団の団長を務める。2004年の選挙後にはスペインのエンリケ・バロン・クレスポの後を受けて院内会派の代表となる。

### ベルルスコーニとの対立
2003年7月2日、欧州議会内で事件が起こる。当時議員にすぎないシュルツが、イタリアの首相シルヴィオ・ベルルスコーニが政府の長でありながらメディアの経営者でもあることを取りあげ、ベルルスコーニを「利害競合のウイルス」であると厳しく非難した。これに対してベルルスコーニはシュルツに、イタリアで撮影される映画で強制収容所の看守役を勧めた。この欧州議会でのやり取りにおけるベルルスコーニの発言は冗談として認識されている。これはアメリカのコメディ番組 Hogan's Heroes に出てくる捕虜収容所の看守の名前シュルツ(Schultz)とシュルツ(Schulz)が似ていることにかけたものと理解されたからである。

### 欧州議会議長
2009年の欧州議会議員選挙後、シュルツはジョゼ・マヌエル・ドゥラン・バローゾの欧州委員会委員長再任をただちに承認することを阻み、欧州緑グループ・欧州自由連盟のダニエル・コーン＝ベンディットとともにオランダ出身で欧州自由民主同盟グループ代表のヒー・フェルホフスタットを委員長候補として擁立した。ところがその後、シュルツは再任反対を撤回し、バローゾが社会民主進歩同盟の提示する条件を受け入れることを要求した。これに応じて、欧州人民党グループと社会民主進歩同盟とのあいだで合意が交わされ、2012年の欧州議会議長選挙でイェジ・ブゼクの後任に、欧州人民党グループがシュルツを支持することになった。その結果、2012年の欧州議会議長選挙ではシュルツが当選し、2014年にも再選を果たした。
2016年11月、シュルツは3期目を務めることなく、その代わりに2017年のドイツ総選挙に社会民主党の首相候補として立候補するつもりであると表明した。欧州議会議長の後任には、2017年1月にイタリア出身のアントニオ・タイヤーニが就いた。

### 社会民主党党首
2017年1月、ドイツ社会民主党のジグマール・ガブリエル党首は同年秋の連邦議会選挙に向けて自らの首相への立候補表明を撤回し、同党の候補としてシュルツを推すことを明らかにした。さらに、3月19日の臨時党大会ではシュルツが100％の得票率で新党首に選出された。党首就任後、SPDは独自の集計によれば1万人の新党員を獲得し、世論調査での支持率も大幅に増加し、「シュルツ効果」と呼ばれた。しかし州議会選挙では連敗してSPDが政権から離脱する事態が相次いだ。世論調査での支持率も徐々に低下。9月24日に行われた総選挙でSPDは得票率20.5％と戦後最低を記録し、シュルツは新たな大連立の設立を強く反対した。しかしその後、結局はキリスト教民主同盟・キリスト教社会同盟と再び大連立を組むことになり、2018年2月13日にシュルツは大連立に対する党内からの批判による混乱の収拾を図るために辞任した。